# Våldtäkter under ockupationen av Japan
Våldtäkter under ockupationen av Japan syftar på de sexuella brott som begicks under de allierades militärockupation av Japan 1945-1952. Allierade trupper begick ett flertal våldtäkter under slaget om Okinawa under de sista månaderna av Stillahavskriget. De allierade ockuperade sedan Japan från 1945 till 1952 efter slutet av andra världskriget, och Okinawa var fortsatt en prefektur under amerikansk styre ytterligare två decennier efter detta. Frågan om sexuella krigsbrott under denna tid har blivit en fråga för forskning, och uppskattningarna om antalet brott en omtvistad fråga, med vitt skilda uppfattningar om dess förekomst.